# Worthing (Dakota del Sud)
Worthing è un centro abitato (city) degli Stati Uniti d'America ed è un sobborgo di Sioux Falls, situato nella contea di Lincoln nello Stato del Dakota del Sud. La popolazione era di 877 persone al censimento del 2010.

## Storia
Worthing venne progettata nel 1879, e prende il nome da un impiegato delle ferrovie.

## Geografia fisica
Worthing è situata a 43°19′44″N 96°46′00″W (43.328868, -96.766593).
Secondo lo United States Census Bureau, ha un'area totale di 0,56 miglia quadrate (1,45 km²).

## Società

### Evoluzione demografica
Secondo il censimento del 2010, c'erano 877 persone.

### Etnie e minoranze straniere
Secondo il censimento del 2010, la composizione etnica della città era formata dal 96,6% di bianchi, l'1,0% di afroamericani, lo 0,8% di nativi americani, lo 0,3% di asiatici, lo 0,0% di altre etnie, e l'1,3% di due o più etnie. Ispanici o latinos di qualunque etnia erano lo 0,7% della popolazione.